# Finbar Lynch
Finbar Lynch, es un actor irlandés.

## Biografía
Tiene dos hermanos.
Finbar está casado con la actriz irlandesa Niamh Cusack, la pareja tiene un hijo Callam Lynch.

## Carrera
En el 2015 apareció como invitado en un episodio de la segunda temporada de la serie The Musketeers donde dio vida a Baltasar.
Ese mismo año interpretó al doctor Boris Zarubin en la película Child 44.

## Filmografía

### Series de televisión
| Año         | Serie                   | Personaje         | Notas                             |
| ----------- | ----------------------- | ----------------- | --------------------------------- |
| 2015        | The Musketeers          | Baltasar          | episodio "The Good Traitor"       |
| 2015        | Foyle's War             | Avraham Greenfeld | episodio "Trespass"               |
| 2014        | Game of Thrones         | Hamlet            | episodio "Breaker of Chains"      |
| 2014        | DCI Banks               | Ian Bassett       | 2 episodios                       |
| 2013        | Breathless              | Monty Meecher     | 5 episodios                       |
| 2012        | The Hollow Crown        | Lord Marshall     | episodio "Richard II" - miniserie |
| 2012        | Silk                    | Jody Farr         | 2 episodios                       |
| 2008        | Inspector George Gently | Ruairi O'Connell  | episodio "The Burning Man"        |
| 2007        | Comedy Showcase         | Concrete O'Hara   | episodio "The Eejits"             |
| 2004 - 2005 | Proof                   | Terry Corcoran    | 8 episodios                       |

### Películas
| Año  | Título              | Personaje            | Notas |
| ---- | ------------------- | -------------------- | --- |
| 2015 | Departure           | Philip               | junto a Juliet Stevenson, Alex Lawther, Phénix Brossard, Niamh Cusack y Patrice Juiff                            |
| 2015 | Child 44            | Dr. Boris Zarubin    | junto a Jason Clarke, Joel Kinnaman, Tom Hardy, Mark Lewis Jones, Xavier Atkins, Fares Fares y Noomi Rapace      |
| 2013 | The Numbers Station | Michaels             | junto a John Cusack, Malin Akerman, Liam Cunningham, Richard Brake, Bryan Dick, Victor Gardener y Lucy Griffiths |
| 2001 | Mind Game           | DCI. Chris Medwynter | junto a Fiona Shaw, Cameron Stewart, Colin Salmon y Chiwetel Ejiofor                                             |

### Narrador
| Año  | Título                  | Notas    |
| ---- | ----------------------- | -------- |
| 2007 | Richard Is My Boyfriend | narrador |
| 2005 | Born with Two Mothers   | narrador |

### Teatro
| Año       | Obra                        | Personaje      | Director (a)   | Teatro                 | Notas                                                                   |
| --------- | --------------------------- | -------------- | -------------- | ---------------------- | ----------------------------------------------------------------------- |
| 2012      | The Duchess of Malfi        | Cardenal       | -              | Old Vic Theatre        | -                                                                       |
| 2009      | Dancing at Lughnasa         | Padre Jack     | -              | Old Vic Theater        | -                                                                       |
| 2008      | Love's Labour's Lost        | Berowne        | -              | Rose Theatre           | -                                                                       |
| 2008      | A Doll's House              | Torvald        | -              | Bath's Theatre Royal   | -                                                                       |
| 2008      | The Portrait of a Lady      | Gilbert Osmond | -              | Bath's Theatre Royal   | -                                                                       |
| 2007      | The Hothouse                | Gibbs          | -              | National Theatre       | -                                                                       |
| 2007      | Pastor Manders              | -              | -              | Gate Theatre           | -                                                                       |
| 2006      | The Tempest                 | Alonso         | -              | -                      | -                                                                       |
| 2005      | As You Desire Me            | -              | Jonathan Kent  | Playhouse Theatre      | junto a Kristin Scott Thomas, Bob Hoskins y Margaret Tyzack             |
| 2004      | Hecuba                      | Polymestor     | -              | Donmar W. Theatre      | -                                                                       |
| 2003      | The Birthday Party          | McCann         | -              | -                      | -                                                                       |
| 2000      | To The Green Fields Beyond  | Venus          | Sam Mendes     | Donmar W. Theatre      | junto a Dougray Scott, Adrian Scarborough, Ray Winstone y Paul Venables |
| 1998      | Antony and Cleopatra        | Eddie          | Sean Mathias   | Royal National Theatre | junto a Alan Rickman, Helen Mirren y Samuel West                        |
| 1997      | King Lear                   | Edmund         | Richard Eyre   | Royal National Theatre | junto a Paul Rhys, Ian Holm, David Burke y Barbara Flynn                |
| 1997      | An Enemy of the People      | -              | -              | -                      | -                                                                       |
| 1997      | Chips with Everything       | -              | -              | -                      | -                                                                       |
| 1997      | The Invention of Love       | -              | -              | -                      | -                                                                       |
| 1997      | Les Fausses Confidences     | -              | -              | -                      | -                                                                       |
| 1997      | Oh Les Beaux Jours          | -              | -              | -                      | -                                                                       |
| 1997      | Guys and Dolls              | -              | -              | -                      | -                                                                       |
| 1997      | Othello                     | -              | -              | -                      | -                                                                       |
| 1997      | Amy's View                  | -              | -              | -                      | -                                                                       |
| 1997      | Closer                      | -              | -              | -                      | -                                                                       |
| 1996      | Fool For Love               | Eddie          | -              | Donmar W. Theatre      | -                                                                       |
| 1995-1996 | A Midsummer Night's Dream   | Puck           | Adrian Noble   | Barbican Theatre       | junto a Alex Jennings, Emma Fielding, Toby Stephens y Kevin Doyle       |
| 1995      | Measure for Measure         | -              | Steven Pimlott | Barbican Theatre       | junto a Michael Feast, Alex Jennings y Stella Gonet                     |
| 1993      | Translations                | Manus          | Sam Mendes     | Donmar W. Theatre      | junto a Cara Kelly, Daniel Flynn, Norman Rodway y David Killick         |
| 1992      | The Two Gentlemen of Verona | -              | David Thacker  | Barbican Theatre       | junto a Hugh Bonneville, Sean Murray, Clare Holman y Constance Byrne    |
| 1990      | The Three Sisters           | -              | Adrian Noble   | Royal S. Theatre       | junto a Sorcha Cusack, Sinead Cusack, Cyril Cusack y Patricia Hayes     |
| 1990      | Miss Julie                  | -              | Tom Cairns     | Greenwich Theatre      | junto a Lesley Manville y Janine Duvitski                               |
| -         | Not About Nightingales      | Canary Jim     | -              | National Theatre       | -                                                                       |
| -         | A Streetcar Named Desire    | -              | -              | -                      | -                                                                       |

## Premios y nominaciones
| Año  | Categoría                     | Premio           | Serie/Obra             | Resultado |
| ---- | ----------------------------- | ---------------- | ---------------------- | --------- |
| 2005 | Best Actor in Television      | IFTA Award       | Proof                  | Nominado  |
| -    | Outstanding Actor in a Play   | Drama Desk Award | Not About Nightingales | Nominado  |
| 1999 | Best Featured Actor in a Play | Tony Award       | Not About Nightingales | Nominado  |